# Pałac Letni Piotra I
Pałac Letni Piotra Wielkiego (ros. Летний дворец Петра I) – pałac zbudowany w latach 1710–1714 dla cesarza Piotra I Wielkiego w Petersburgu. Jedna z pierwszych cesarskich rezydencji dynastii Romanowów w mieście.

## Położenie
Pałac Letni Piotra Wielkiego położony jest na terenie obecnego Ogrodu Letniego, w jego północno-wschodniej części, nad brzegami Fontanki. 

## Historia
Pierwotnie nad budową miał czuwać Iwan Matwiejew, ale z powodu jego śmierci zadanie to zostało powierzone Domenico Trezziniemu.. Budynek jest prosty, dwupiętrowy i mieści w sobie zaledwie czternaście pokojów, dwie kuchnie i korytarz wewnętrzny. Został wzniesiony w ulubionym przez Piotra stylu holenderskiego baroku. Jego wymiary to 26,5 x 15,5 metrów. Rezydencja była przystosowana jedynie do użytkowania w okresie letnim. Tak w 1720 r. nieznany z imienia członek polskiego poselstwa opisywał siedzibę cesarza:
Pałac bardzo pięknie zdobiony różnymi obiciami chińskimi. W trzech pokojach były łóżka aksamitne z galonami szerokimi według adornowania jednakową sztuką akomodowane. Zwierciadeł było pełno, galanteryj wiele; posadzki murowane. Przy pokojach – kuchnia, której ściany fartuchami powleczone, jak pokoje w inszych pałacach. Były w niej pompy, schowania, szafy na srebra i cyny. Jeden pokój ex opposito był pełen instrumentów do toczenia, służących i do roboty ślusarskiej, jak kołowrotków, śrubsztoków wielkich i małych; wszystkie narzędzia do najwyborniejszego rzemiosła należące można było tam znaleźć.
Cesarz zajmował zawsze parter, podczas gdy jego żona Katarzyna spędzała czas w pokojach znajdujących się na piętrze. Piotr po raz pierwszy wprowadził się do częściowo wykończonego pałacyku w 1712 r. i spędzał tutaj każde lato, aż do swojej śmierci w 1725 roku. Po śmierci Piotra Wielkiego pałac bywał zamieszkiwany przez członków dynastii Romanowów, ale nie był już główną letnią rezydencją cesarską. Córka Piotra w pobliżu wzniosła swój własny pałac Letni. W tym okresie bywał wynajmowany różnym cesarskim urzędnikom, aż w końcu w latach czterdziestych XIX wieku przestał być zamieszkały. W 1903 r. otwarto w tym miejscu ekspozycję poświęconą Piotrowi Wielkiemu. Następnie przekazany Muzeum Rosyjskiemu. Dębowe wnętrza zostały odnowione w latach sześćdziesiątych XX wieku.

## Dekoracje
W rezydencji znajdował się system centralnego ogrzewania, a jego porcelanowa instalacja cieplna była bogato zdobiona. Zarówno jej dekoracje jak i dwadzieścia osiem reliefów na ścianie pałacu (przedstawiające sceny z III wojny północnej) wykonane były przez Andreasa Schlütera.  Wnętrza wyłożone były dębową boazerią. Na dachu znajduje się wiatrowskaz przedstawiający św. Jerzego zabijającego smoka. Na rynnach rzygacze, również w formie smoków. Portal wejściowy wykonany z czarnego marmuru, na którym znajduje się wizerunek bogini Minerwy.  Pokoje bogato zdobione, m.in. w dzieła sztuki pochodzące z Chin. Dwa gabinety cesarskie, oficjalny tzw. zielony (na piętrze) oraz prywatny (na parterze) nie są wyłożone dębem, lecz drzewem orzechowym. Zdobienia w pomieszczeniach związane z ulubionymi przez cesarza tematami morskimi, m.in. wizerunkami Neptuna, Perseusza czy kupidynów na delfinach. W budynku znajdował się także wspomniany warsztat tokarski, poczekalnia, jadalnia oraz mała sala tronowa.